# Mustakim Yusoh
Mustakim Yusoh (thailändisch มุสตากีม ยูโซ๊ะ, * 7. Oktober 1997) ist ein thailändischer Fußballspieler.

## Karriere
Mustakim Yusoh spielte bis 2018 beim BGC FC. Der Verein aus Nonthaburi, einer Stadt in der Provinz Nonthaburi, spielte in der vierten Liga, der Thai League 4, in der Bangkok Region. 2019 wechselte er zum Zweitligisten Khon Kaen FC nach Khon Kaen. Die Saison 2019 bestritt er elf Zweitligaspiele. Sein Zweitligadebüt gab er am ersten Spieltag (9. Februar 2019) im Heimspiel gegen den Lampang FC. Hier stand er in der Anfangsformation und spielte das komplette Spiel. Das Spiel gewann Lampang mit 2:0. Nach insgesamt 30 Spielen für Khon Kaen wechselte er im Juli 2021 zum Ligakonkurrenten Chiangmai FC. Hier stand er eine Spielzeit unter Vertrag. Für Chianmai kam er jedoch nicht zum Einsatz. Im Sommer 2022 wechselte er zum Drittligisten Young Singh Hatyai United. Mit dem Verein aus Hat Yai spielte er in der Southern Region der Liga.